# Margarete Wietholz
Margarete Wietholz, verheiratete Bettac (* 16. August 1869 in Neurese, Kreis Fürstenthum; † 16. September 1916 in Elsenau, Kreis Schlochau) war eine deutsche Schriftstellerin. Sie schrieb unter dem Pseudonym Margarete Nerese in plattdeutscher Sprache Erzählungen, die in Pommern spielen.

## Leben und Leistungen
Margarete Wietholz wurde am 16. August 1869 in Neurese in Hinterpommern als Tochter eines Rittergutsbesitzers geboren. Sie besuchte die Schule in Kolberg. Von 1901 bis 1907 lebte sie in Friedenau bei Berlin. 1907 heiratete sie einen Rittergutsbesitzer Bettac und lebte seitdem auf dessen Gut Elsenau im Kreis Schlochau.
Sie veröffentlichte von 1897 bis 1903 unter dem Pseudonym Margarete Nerese mehrere Sammlungen von Erzählungen in Plattdeutscher Sprache. Davon erreichte Holt fast! Erzählungen in Reuter'scher Mundart drei Auflagen bis 1919.
Nach dem Zweiten Weltkrieg wurde Margarete Wietholz nur selten gedruckt. In der 1969 von Fritz Raeck herausgegebenen Anthologie Pommersche Literatur ist sie mit einer gekürzten Erzählung vertreten. Sie wurde auch in die 2003 von Jürgen Grambow und Wolfgang Müns herausgegebene Anthologie Blag-Öschen un spökende Buern. Pommern. Ein Lesebuch II aufgenommen.

## Werke
- Aus Pommern. Erzählungen in plattdeutscher Mundart. Band 1. Kinnerstreek. En hinnerpommersch Dörpgeschicht. Verlag von Otto Lenz, Leipzig 1897.
- Aus Pommern. Erzählungen in plattdeutscher Mundart. Band 2. Ut ollen Tiden. Lenz, Leipzig 1898.
- Holt fast! Erzählungen in Reuter'scher Mundart. 1. Auflage: H. Wolter, Anklam 1898. 3. Auflage: Hermes, Hamburg 1919.
  - „Holt fast!“ Erzählungen in Reuterscher Mundart. 2. Auflage: Verlag von Hermann Wolter, Anklam und Leipzig 1898.
- Aus Pommern. Erzählungen in plattdeutscher Mundart. Band 3. Bi mi tau Hus. (Bd. 1.) Verlag von Otto Lenz, Leipzig 1902.
- Aus Pommern. Erzählungen in plattdeutscher Mundart. Band 3. Bi mi tau Hus, Teil 2. Lenz, Leipzig 1903.